# Pena di morte

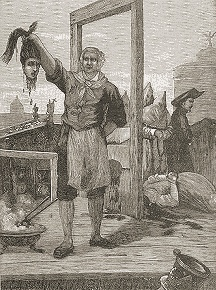
Mastro Titta, il celebre esecutore di sentenze capitali dello Stato Pontificio

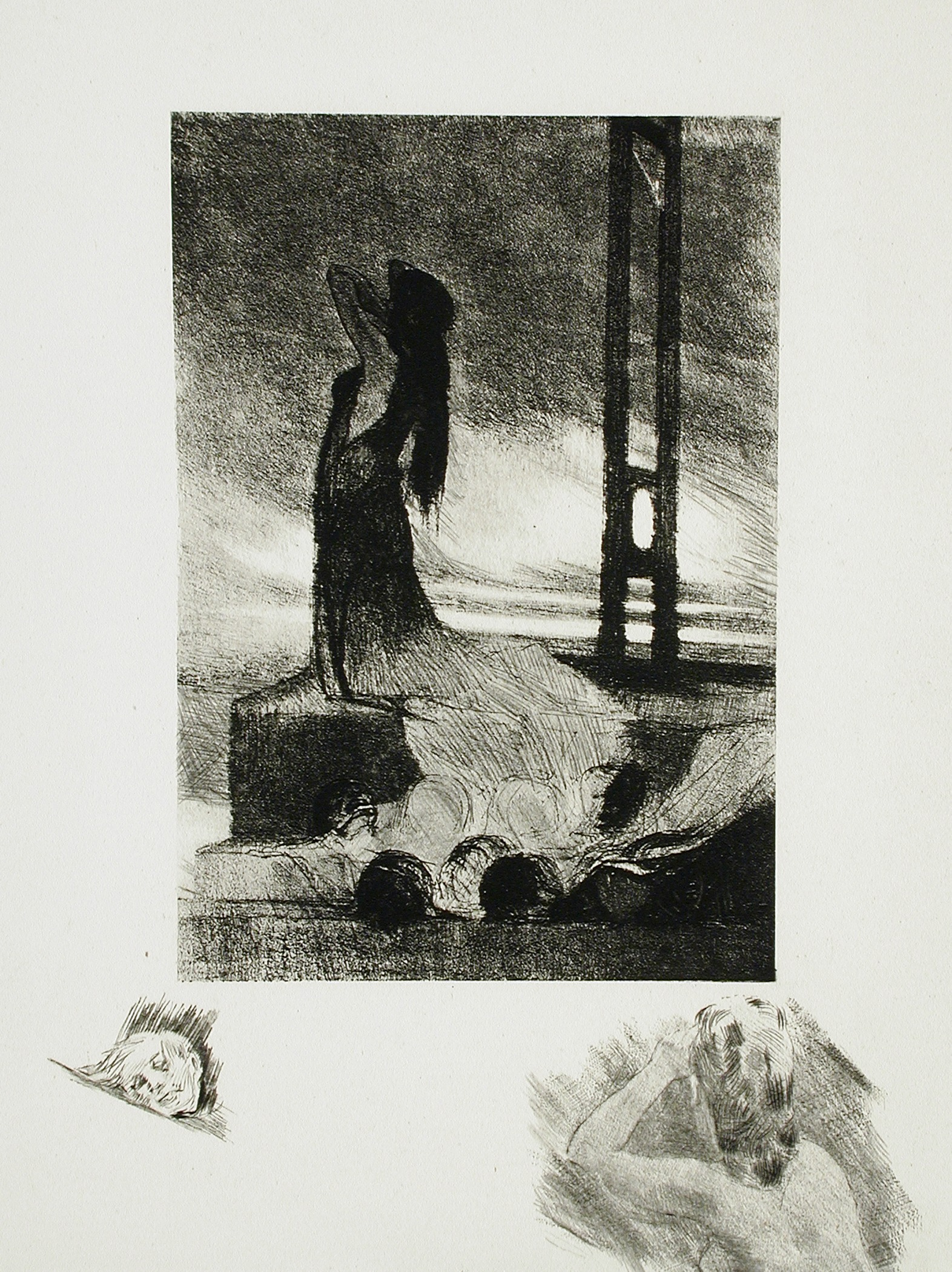
La Pena di morte litografia provocatoria contro la condanna capitaleFélicien Rops, 1891, LACMA

La pena di morte (detta anche pena capitale, esecuzione capitale e condanna a morte) è una sanzione penale che si esegue togliendo la vita alla persona condannata.
Secondo un rapporto di Amnesty International, in alcuni ordinamenti giuridici, come in Burkina Faso, Cile, El Salvador, Guatemala ed Israele, in tempo di pace la pena capitale è prevista per le sole colpe più gravi come per esempio omicidio, genocidio e alto tradimento; in altri si applica anche ad altri crimini violenti, come la rapina o lo stupro, o legati al traffico di droga; in alcuni Paesi infine è prevista per reati d'opinione come l'apostasia o per orientamenti e comportamenti sessuali come l'omosessualità o l'incesto.
La pena di morte è stata abolita, o non è applicata nella maggioranza degli Stati del mondo, ma nel 2024, oltre che nei Paesi già citati, era ancora in vigore in 52 Stati: Afghanistan, Antigua e Barbuda, Arabia Saudita, Bahamas, Bahrein, Bangladesh, Barbados, Belize, Bielorussia, Botswana, Cina, Comore, Corea del Nord, Cuba, Dominica, Egitto, Emirati Arabi Uniti, Etiopia, Gambia, Giamaica, Giappone, Giordania, Guyana, India, Indonesia, Iran, Iraq, Kuwait, Lesotho, Libano, Libia, Malaysia, Nigeria, Oman, Pakistan, Palestina, Qatar, Repubblica Democratica del Congo, Saint Kitts e Nevis, Saint Lucia, Saint Vincent e Grenadine, Singapore, Siria, Somalia, Stati Uniti d'America, Sudan, Sudan del Sud, Thailandia, Trinidad e Tobago, Uganda, Vietnam e Yemen.

## Storia

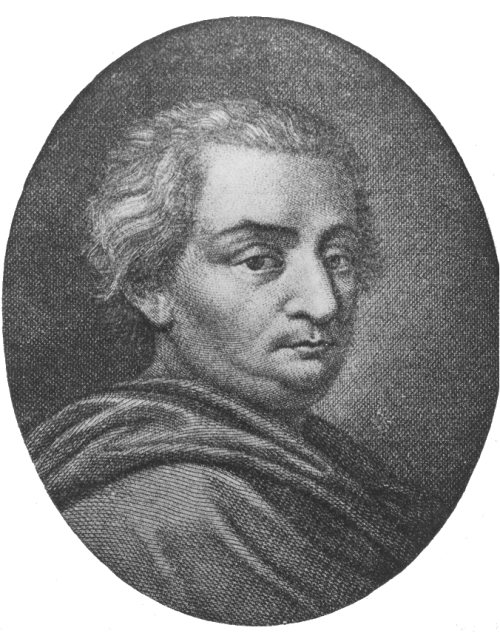
L'illuminista Cesare Beccaria, ideatore del principio contrattualistico per cui nessun uomo può disporre della vita di un altro.

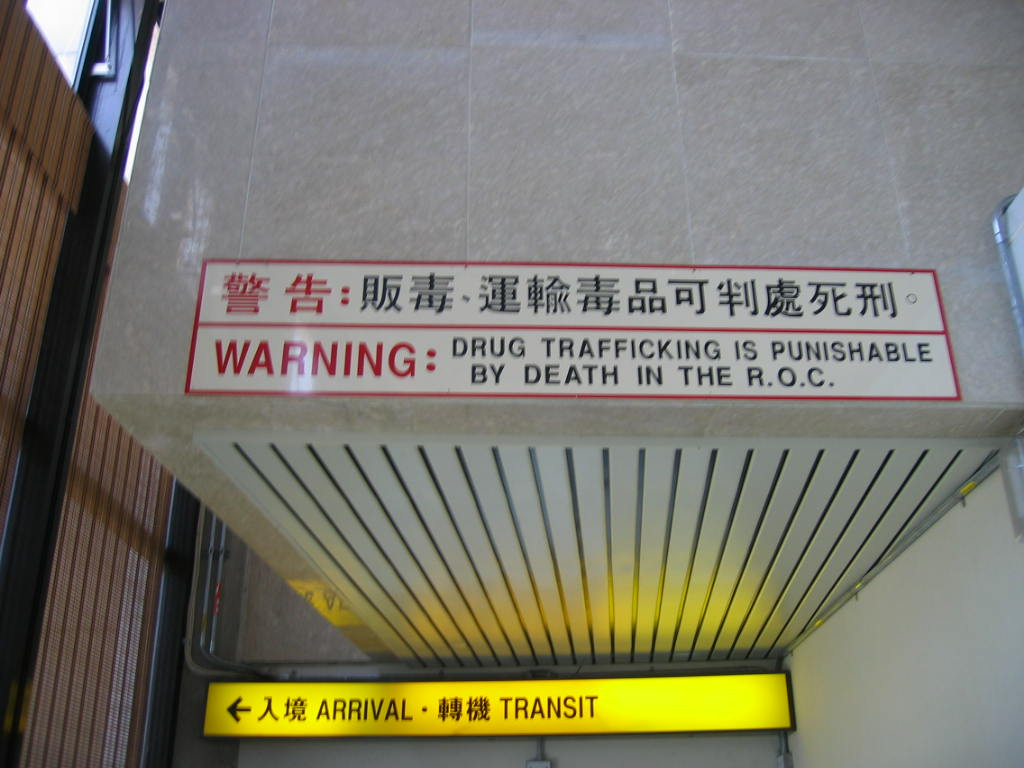
Cartello in aeroporto a Taiwan avverte i viaggiatori in arrivo che il traffico di droga è un reato capitale nello Stato Taiwanese

La pena di morte (o pena capitale) è presente sin dall'antichità, in tutti gli ordinamenti antichi. Il diritto romano prevedeva la pena di morte e concedeva una speciale garanzia per i cittadini romani: una condanna a morte emanata in base all'imperium del magistrato non poteva essere eseguita senza concedere al condannato facoltà di fare appello ai comizi centuriati per il tramite dell'istituto della provocatio ad populum.
Nel corso della storia la pena di morte fu limitata da alcuni imperatori, l'imperatore romano Tito che non emise personalmente condanne a morte durante il suo principato, il re indiano Ashoka, l'imperatore giapponese Saga (primo abolizionista della storia) e, in Russia, una breve abolizione (o meglio una forte limitazione) avvenne nel 1753 per opera della zarina Elisabetta I. Se si considera l'abolizione "di fatto", lo Stato abolizionista più antico è la Repubblica di San Marino, tuttora esistente: l'ultima esecuzione ufficiale risale al 1468, mentre l'abolizione definitiva fu sancita per legge nel 1865.
Il primo Stato al mondo ad abolire legalmente la pena di morte fu il Granducato di Toscana il 30 novembre 1786 con l'emanazione del nuovo codice penale toscano (Riforma criminale toscana o Leopoldina, preparata dal giurista Pompeo Neri alcuni anni prima) firmato dal granduca Pietro Leopoldo, influenzato dalle idee di pensatori come Cesare Beccaria; tale giornata è festa regionale in Toscana. Tuttavia Leopoldo nel 1790 reinserì la pena di morte per i cosiddetti crimini eccezionali. Seguirono il Granducato la Repubblica Romana di ispirazione mazziniana (che tuttavia ebbe breve esistenza) nel 1849, il ricordato San Marino (1865) e altri. L'Italia l'abolì, tranne che per reati militari, nel 1889, per poi reinserirla con il Codice Rocco del 1930, e abolirla definitivamente nel 1948. Anche la Francia dal 1981 non ricorre più alla ghigliottina, mentre nel Regno Unito, pur non essendo mai stata abolita, a partire dagli anni sessanta la pena capitale è stata autonomamente disapplicata dalla magistratura, che in sua sostituzione irroga l'ergastolo.
Un altro importante capitolo della storia della pena di morte viene scritto il 18 dicembre 2007, quando, dopo una campagna ventennale portata avanti dall'associazione Nessuno Tocchi Caino e dal Partito Radicale Transnazionale, da Amnesty International e dalla Comunità di Sant'Egidio, l'ONU approva una storica risoluzione su iniziativa italiana per la moratoria universale della pena di morte, ossia per una sospensione internazionale delle pene capitali.

## Posizioni filosofiche nella storia

### Nella Bibbia
Nell'Antico Testamento (Genesi, 4,23-24) esistono passi in cui Dio condanna la vendetta umana, minacciando punizioni peggiori («sette volte» e «settanta volte sette») per chi avesse ucciso Caino e Lamech.
Nella Bibbia sono elencate situazioni in cui nelle leggi, che Dio dona a Mosè per esporle al popolo ebraico, si stabilisce la pena capitale come punizione per determinate colpe: per esempio nell'Antico Testamento è scritto
Diversi passi, in prevalenza dell'Antico Testamento, affermano la legittimità della pena di morte quando è violata la legge di Mosè. A questi si aggiungono gli episodi di guerra e della storia del popolo eletto, dove i nemici periscono per volontà divina. Riguardo alla violazione della legge ebraica, nella Lettera agli Ebrei 10,28: «Quando qualcuno ha violato la legge di Mosè, viene messo a morte senza pietà sulla parola di due o tre testimoni». In Levitico 24,16 viene messo a morte «Chi bestemmia il nome del Signore», in Levitico 20,10 chi commette adulterio, in 27,29 «Nessuna persona votata allo sterminio potrà essere riscattata; dovrà essere messa a morte», e in Levitico 24,17 «Chi percuote a morte un uomo». In Esodo 21,17 viene messo a morte chi maledice il padre o la madre.
Il passo è ripreso nel Nuovo Testamento, da Vangelo di Marco 7,10: «Mosè infatti disse: Onora tuo padre e tua madre, e chi maledice il padre e la madre sia messo a morte». In Numeri 35,30, si afferma che non si può accettare un prezzo di riscatto da un omicida: «Se uno uccide un altro, l'omicida sarà messo a morte in seguito a deposizione di testimoni, ma un unico testimone non basterà per condannare a morte una persona. Non accetterete prezzo di riscatto per la vita di un omicida, reo di morte, perché dovrà essere messo a morte».
La morte del colpevole avveniva per lapidazione. Questa forma di esecuzione coinvolge tutta la comunità locale adulta, che collettivamente è chiamata ad applicare la legge, e risparmia l'individuazione di un singolo come boia.
Nel Nuovo Testamento Gesù richiama più volte al perdono e condanna l'episodio della lapidazione della donna adultera:

### Pensatori antichi
La maggioranza dei filosofi antichi giustifica la pena di morte, anche se spesso contestando l'uso spregiudicato che se ne faceva nel mondo greco-romano e orientale. Tra gli stoici, sostenitori del diritto naturale, si levarono alcune voci contro le condanne troppo facili e numerose; tra essi, Seneca, pur essendo favorevole alla pena capitale per gravi delitti, invita l'imperatore Nerone alla clemenza, erogando la massima pena solo in casi estremi, e seguendo la ragione e non l'impulso del momento e citando esempi di generosità. Seneca ricorda poi alcune motivazioni dettate dalla ragione, che anticipano di sedici secoli quelle di Cesare Beccaria:
(De clementia, III, 20, 2)
(De clementia, III 21, 2)

### Pensatori cristiani
Ad Agostino di Ippona (354- 430) si deve la prima condanna esplicita e argomentata della pena di morte nella storia del pensiero cristiano. Nella lettera 153 del proprio epistolario, Agostino risponde a Macedonio, un luogotenente imperiale che lamentava la continua intercessione dei vescovi africani per impedire le esecuzioni capitali.
Agostino risponde che risparmiare i colpevoli non è affatto un segno di approvazione verso la colpa. Al contrario, il disprezzo per la colpa non può essere disgiunto dall'amore per la creatura umana che l'ha commessa.
(Agostino, Lettera 153)
Agostino chiama in causa diversi passi evangelici che invitano al perdono. È legittimo supporre che la sua condanna della pena di morte sia una conseguenza in campo giuridico della dottrina della grazia indebita e predestinata: se la salvezza dipende solo dall'intervento imprevedibile della grazia divina, irriconoscibile agli uomini, è ipocrita da parte degli uomini infliggere condanne definitive.
(Agostino, Lettera 153)
Tommaso d'Aquino, il cui fratello era stato giustiziato, sostenne la liceità della pena di morte sulla base del concetto della conservazione del bene comune. Il teologo sosteneva tuttavia che la pena andasse inflitta solo al colpevole di gravissimi delitti, mentre all'epoca veniva utilizzata con facilità e grande discrezionalità. L'argomentazione di Tommaso d'Aquino è la seguente:
(Summa theologiae II-II, q. 64, a. 2, co..)
Lo Stato pontificio ha mantenuto nel suo ordinamento la pena di morte fino al XX secolo, abolendola nel 1969, benché inapplicata dopo il 9 luglio 1870, data dell'ultima esecuzione capitale. Per la posizione attuale della Chiesa cattolica vedi più avanti.

### Cesare Beccaria

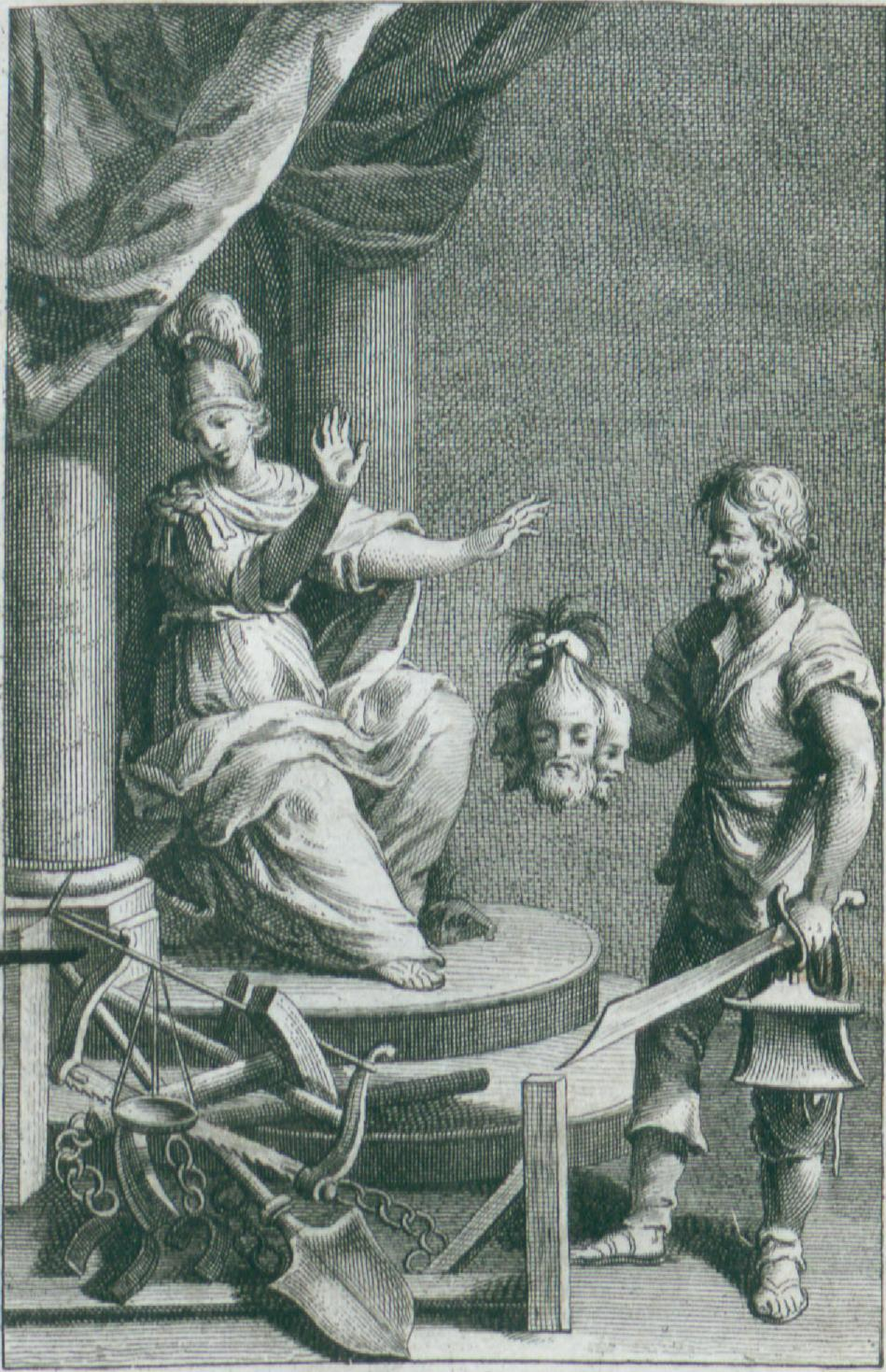
Cesare Beccaria, Dei delitti e delle pene, illustrazione allegorica dell'opera: la giustizia personificata respinge il boia e i suoi strumenti

Nel 1764 la pubblicazione del pamphlet (trattato breve, libello) Dei delitti e delle pene di Cesare Beccaria stimolò la riflessione sul sistema penale vigente. Nel trattato (in particolare nel capitolo XXVIII), Beccaria si esprimeva contro la pena di morte, argomentando che con questa pena lo Stato, per punire un delitto, ne commetterebbe uno a sua volta:
Tuttavia, la condanna di Beccaria verso la pena di morte, pur nella sua portata storicamente innovativa, non era espressa in termini assoluti: essa è necessaria, ma non giusta, in quanto "infrazione (come scrisse Piero Calamandrei) della legge morale per la quale l'uomo, anche nei confronti dello Stato, è sempre non mezzo, ma fine".

### Friedrich Nietzsche
In controtendenza rispetto alle idee moderne fu Friedrich Nietzsche, che contestò il concetto filosofico di libero arbitrio e la funzione rieducativa della pena, considerando la morte del criminale come l'unico atto che restituisce dignità al suo gesto (come il suicidio nella morale greco-romana), assolvendolo dalla colpa e liberandolo dall'umiliazione del pentimento, imposto dalla morale cristiana:
(Friedrich Nietzsche, Così parlò Zarathustra, "Del pallido delinquente")

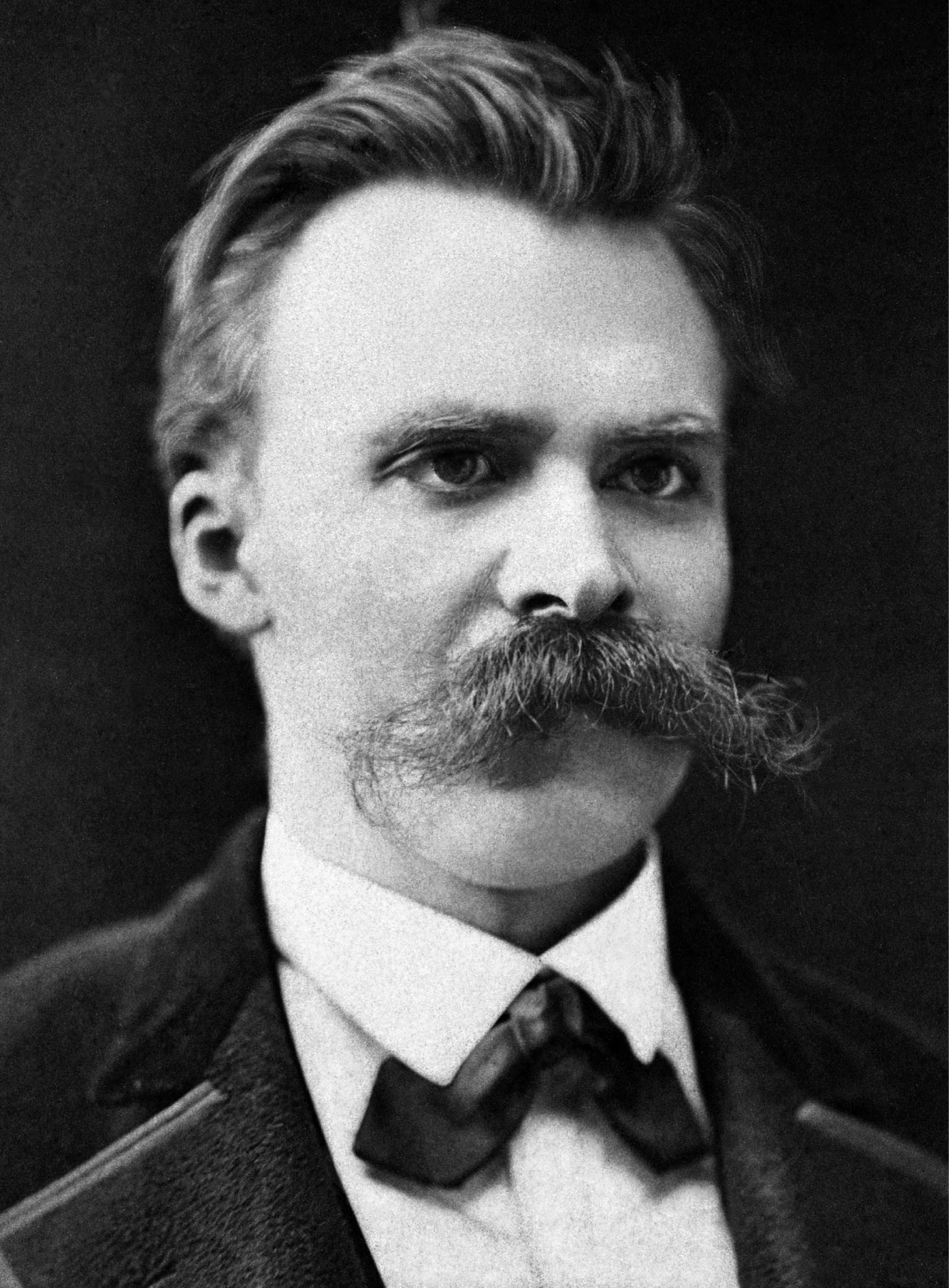
Il filosofo tedesco Friedrich Nietzsche, artefice di una forte critica filosofica alla morale cristiana

Nella Genealogia della morale (1887), Nietzsche sostenne che il valore della pena non debba essere quello di destare il senso di colpa né di rieducare il criminale, ma soltanto quello di punire in chiave extramorale «un cagionatore di danni, un irresponsabile frammento di fatalità». Separando nettamente il diritto dalla morale, e ribaltando la prospettiva di Cesare Beccaria in chiave diametralmente opposta, Nietzsche considerò positivamente la situazione in cui il criminale si senta moralmente sollevato dal proprio gesto a patto che si trovi «nell'impossibilità di avvertire come riprovevole la sua azione, la specie del suo atto in sé: vede infatti esercitata al servizio della giustizia esattamente la stessa specie di atti, e quindi approvata, esercitata con tranquilla coscienza».
La posizione di Nietzsche si inserì nel quadro filosofico di una critica radicale all'universalismo morale di origine cristiana e, in diverse sue opere, il filosofo contestò l'eticità intrinseca dei comandamenti biblici, presupponendo un'equiparazione extramorale tra i delitti e le pene:
(Friedrich Nietzsche, Così Parlò Zarathustra, "Di antiche tavole e nuove")
In Umano, troppo umano (1879), il filosofo tedesco contestò l'utilizzo della giustizia, e anche della stessa pena capitale, in chiave moralista e colpevolista:
(Friedrich Nietzsche, Umano, troppo umano)
Nella stessa opera egli affermò il diritto a una morte dignitosa, scrivendo:
(Friedrich Nietzsche, Umano, troppo umano)
In Così Parlò Zarathustra (1883) suggerì idee affini, senza rinnegare l'utilizzo della pena capitale, bensì riaffermandola in chiave assolutoria e "sacrificale":
(Friedrich Nietzsche, Così Parlò Zarathustra, "Del pallido delinquente")
In uno dei Frammenti postumi egli chiarì che:
(Friedrich Nietzsche, Frammenti postumi 1887/1888)
In generale, pur non prendendo un'esplicita posizione a sostegno della pena di morte, il pensiero di Nietzsche risultò esplicitamente contrario a quegli stessi principi filosofici che, in occidente, portarono alla progressiva abolizione della pena capitale e all'idea dei diritti umani. Il suo pensiero è considerato tuttora di grande attualità da parte di coloro che non riconoscono il fondamento etico di tali diritti.

### Cesare Lombroso
Secondo l'antropologo e criminologo piemontese Cesare Lombroso la delinquenza è da considerare una malattia. Analizzando centinaia di crani Lombroso arrivò a stabilire precisi segni fisiologici che identificherebbero un criminale fin dalla nascita. Uno di questi segni è la fossa nell'occipite (la regione posteriore del cranio) che si trova solo negli animali inferiori. per i criminali nati non esisterebbe cura né rieducazione ma solo la pena nei "manicomi criminali" e nei casi più gravi la pena di morte..

### Dottrina cattolica odierna
Il Catechismo della Chiesa Cattolica (1997) parla della pena di morte all'interno della trattazione sul quinto comandamento, "Non uccidere", e più specificamente nel sottotitolo che tratta della legittima difesa.
In questo contesto dice (n. 2266-2267):
Se invece i mezzi incruenti sono sufficienti per difendere dall'aggressore e per proteggere la sicurezza delle persone, l'autorità si limiterà a questi mezzi, poiché essi sono meglio rispondenti alle condizioni concrete del bene comune e sono più conformi alla dignità della persona umana.
Oggi, infatti, a seguito delle possibilità di cui lo Stato dispone per reprimere efficacemente il crimine rendendo inoffensivo colui che l'ha commesso, senza togliergli definitivamente la possibilità di redimersi, i casi di assoluta necessità di soppressione del reo "sono ormai molto rari, se non addirittura praticamente inesistenti" [Evangelium vitae, n. 56].»

Il catechismo, pubblicato due anni dopo, ha sostanzialmente recepito ciò che Giovanni Paolo II ha precisato nell'enciclica Evangelium vitae ma ancora lasciandone la possibilità in casi eccezionali.
L'enciclica recita: 
(Giovanni Paolo II, enciclica Evangelium vitae, 56: AAS 87 (1995) 464)
D'altra parte la teologia più volte ha ribadito l'importanza del diritto alla vita e che la vita è per i cristiani un dono di Dio, che è l'unico ad avere il diritto di donarla e di toglierla, come si legge nel catechismo nº 2280:
In base a questo principio, e riprendendo Tommaso d'Aquino, si basa anche la possibilità della legittima difesa (nº 2263):
Importanti esponenti della Chiesa cattolica sono attualmente in prima fila per chiedere l'abolizione della pena di morte nel mondo. Lo stesso Giovanni Paolo II ha più volte espresso tale posizione; durante la sua ultima visita negli Stati Uniti, il 27 gennaio 1999 il pontefice ha dichiarato:
La pena di morte in Città del Vaticano non era prevista per alcun reato già dal 1967, su iniziativa di Paolo VI; tuttavia venne rimossa dalla Legge fondamentale solo il 12 febbraio 2001, su iniziativa di Giovanni Paolo II.
Nel giugno 2004 l'allora cardinale Joseph Ratzinger, futuro papa Benedetto XVI, inviò, in qualità di prefetto della Congregazione per la Dottrina della Fede, una lettera al cardinale Theodore Edgar McCarrick - arcivescovo di Washington - e all'arcivescovo Wilton Daniel Gregory - presidente della Conferenza Episcopale degli Stati Uniti - nella quale affermava che può tuttavia essere consentito [...] fare ricorso alla pena di morte:
(Joseph Ratzinger, nota inviata alla Conferenza episcopale americana, giugno 2004)
Il 1º agosto 2018 con il Rescriptum "ex Audentia SS.mi" Papa Francesco ha stabilito una nuova redazione del punto nº 2267 del Catechismo della Chiesa Cattolica rendendo la pena di morte sempre inammissibile.
Oggi è sempre più viva la consapevolezza che la dignità della persona non viene perduta neanche dopo aver commesso crimini gravissimi. Inoltre, si è diffusa una nuova comprensione del senso delle sanzioni penali da parte dello Stato. Infine sono stati messi a punto sistemi di detenzione più efficaci, che garantiscono la doverosa difesa dei cittadini, ma, allo stesso tempo, non tolgono al reo in modo definitivo la possibilità di redimersi.
Pertanto la Chiesa insegna, alla luce del Vangelo, che «la pena di morte è inammissibile perché attenta all'inviolabilità e dignità della persona», e si impegna con determinazione per la sua abolizione in tutto il mondo.»

### Buddhismo
Il fondatore del buddhismo, il Buddha Sakyamuni, si pronunciò contro la vendetta e lo spargimento di sangue, non legittimando tali atti in nessun caso:
(Digha Nikaya)
(Dhammapada, 129)
(Sutta "delle offese")

Il Buddha condannò la violenza e le punizioni corporali, e anche se molte interpretazioni ammettono l'autodifesa e la guerra (praticata anche da molti buddhisti nel corso dei secoli), i comportamenti e i pensieri violenti furono proibiti da lui anche in casi estremi, in particolare per i monaci, ponendo l'accento più che altro sulla disposizione mentale: 
(Kamcupamasutta, Majjhima-Nikkaya I, 21)
Ancora:
(Brahmajala Sutta, 1.8)
Uno dei precetti morali buddhisti (sila) così recita:
La maggioranza dei leader buddhisti contemporanei si sono pronunciati contro la vendetta e l'uccisione legalizzata anche se alcuni l'hanno vista come una forma di karma retributivo, sempre che il boia e il giudice non siano animati da sentimenti di odio e rancore verso il condannato, la quale cosa è però considerata difficile; così sostenne il monaco thailandese Buddhadasa. Molti maestri buddhisti hanno definito la posizione dei favorevoli come un grave fraintendimento della legge di causa-effetto, poiché spetta solo al karma e alla rinascita stabilire la retribuzione, non al boia e ai giudici, che produrrebbero karma negativo per sé e per altri.
Tra gli oppositori alla pratica vi sono il XIV Dalai Lama e il leader della Soka Gakkai Daisaku Ikeda.
(Dalai Lama Tenzin Gyatso)
(Daisaku Ikeda, Dialoghi, p. 156)

Secondo il monaco Theravada thailandese Phra Paisal Visalo, abate del monastero di Wat Pasukato, la pena di morte 
Contrario anche il maestro zen vietnamita Thích Nhất Hạnh. Ugualmente contrario fu Nāgārjuna.
Il re buddhista Ashoka (III secolo a.C.) fu il primo nella storia ad abolire le pene corporali e ridurre drasticamente la pena di morte, riducendo le condanne e concedendo 25 volte (sui primi 26 anni dall'incoronazione) l'amnistia ai prigionieri come detto nei suoi editti. Alcuni storici si riferiscono a ciò come a un'abolizione di fatto, la prima moratoria della storia. L'imperatore del Giappone Saga, seguace del buddhismo Shingon, abolì la pena di morte durante l'ultima parte del suo regno (818-823), divenendo il primo abolizionista di diritto. Dopo la sua abdicazione forzata però venne ripristinata.
Oggi la posizione più diffusa dei buddhisti si riassume in alcuni punti:
- la punizione disumana non assolve i reati, quindi è auspicabile una punizione rieducativa
- il reo è tenuto solo a risarcire, non a soffrire
- una punizione crudele danneggia la mente e il karma del colpevole e dell'esecutore
- non si può comminare con compassione come richiede il buddhismo, quindi non va comminata
- il colpevole dovrebbe essere quindi semplicemente allontanato dalla comunità per tutelarla, e messo in carcere o esiliato, e ulteriori pene sono affidate alla legge del karma

Il buddhismo attualmente non è religione di Stato (con l'eccezione della Cambogia) nemmeno in Paesi dove è molto diffuso ed estremamente rispettato dai governanti o presente a livello culturale, infatti molte nazioni a maggioranza buddhista o con consistenti comunità buddhiste applicano comunque la pena di morte (Giappone, Thailandia, Taiwan, Cina, Vietnam, Corea del Sud, Singapore, India e Indonesia, ecc.) o la mantengono nei loro codici (Birmania, Laos, Sri Lanka), mentre altri Paesi l'hanno invece abolita (Nepal, Bhutan, Hong Kong, Mongolia, Cambogia, più il Governo tibetano in esilio erede del Tibet storico). Spesso le nazioni mantenitrici sono Paesi con una forte secolarizzazione e una netta separazione tra Stato e religione, oppure con il buddhismo che non è maggioranza (con l'eccezione della Thailandia). In Giappone alcuni ministri della giustizia di religione buddhista hanno imposto una moratoria, rifiutando la controfirma delle condanne, adducendo la loro fede come motivazione (il caso più recente è Seiken Sugiura).

### Taoismo
A differenza della filosofia dominante in Cina di Confucio, il taoismo rigetta la pena capitale. Scrive nel VI secolo a.C. Lao-tzu, fondatore della scuola:
(Daodejing, 74)
Lao-tzu ritiene prerogativa delle divinità taoiste (dèi di tipo naturalistico-panteistico) togliere la vita o ne deriveranno conseguenze spiacevoli a livello "karmico" anche per il boia e i giudici.

## Il dibattito nell'opinione pubblica

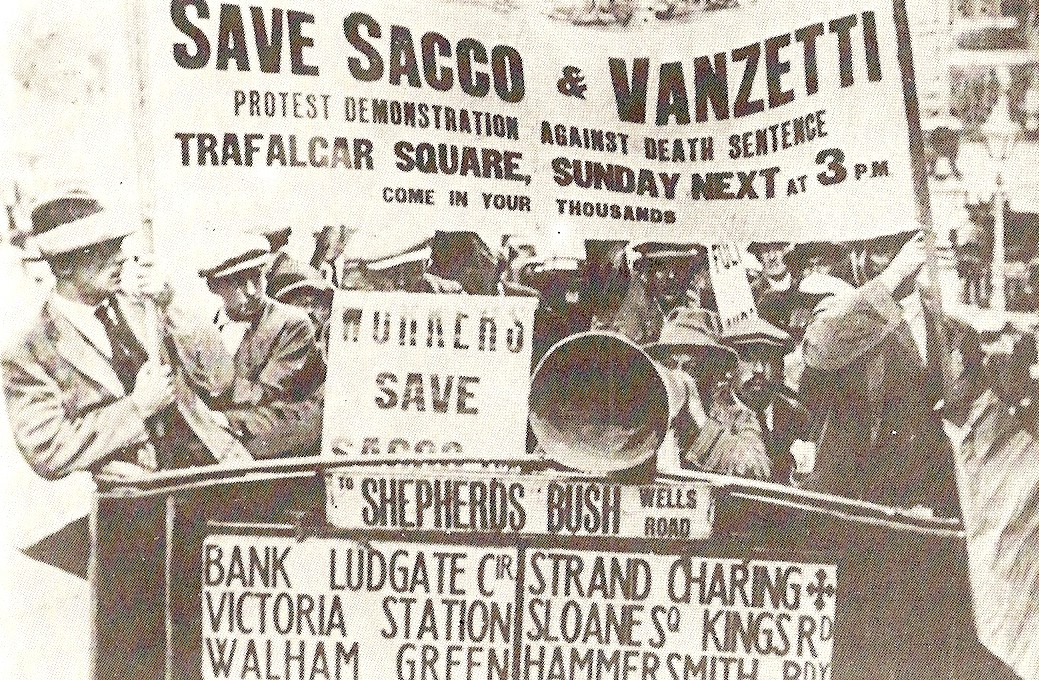
1921: Manifestazioni di protesta a Londra a favore degli anarchici Sacco e Vanzetti, giustiziati negli Stati Uniti d'America.

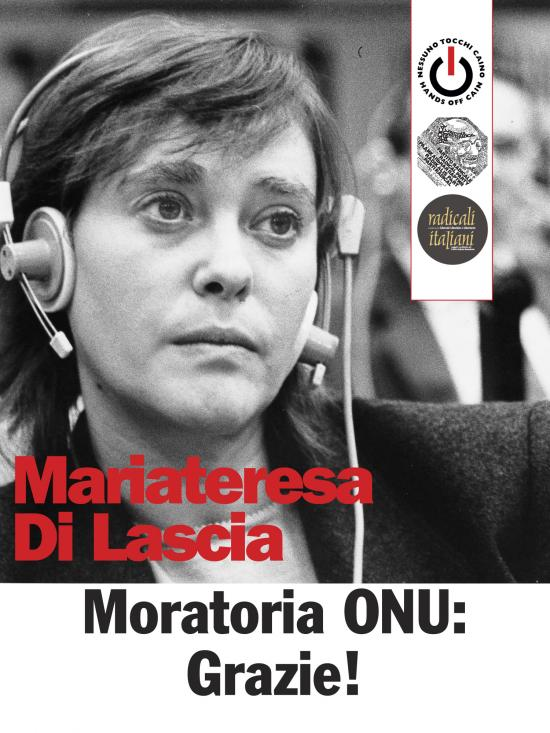
Immagine commemorativa della vittoria per la moratoria universale sulla pena di morte, raffigurante Mariateresa Di Lascia, fondatrice di Nessuno Tocchi Caino

L'opinione pubblica di molti Paesi è divisa. In quelli nei quali vige la pena di morte, primo fra tutti gli Stati Uniti, esiste un movimento che ne chiede l'abolizione.
L'opinione pubblica contro la pena capitale si divide inoltre in abolizionisti (come Amnesty International) e sostenitori della moratoria (come l'associazione radicale Nessuno tocchi Caino). C'è chi considera anzitutto la sospensione, in particolare a livello internazionale, un primo e migliore passo, poiché gli Stati autoritari possono revocare l'abolizione, che comunque è più difficile da ottenere e non si può imporre o decidere da parte di organismi sovranazionali.

### Motivazioni favorevoli
Chi sostiene la necessità di mantenere la pena di morte, oppure la possibilità di introdurla laddove non è in vigore, avanza tra gli altri i seguenti argomenti:
- è inscritta nel codice della natura, in quanto è stata in uso presso tutti i popoli antichi e moderni, barbari e civili, e dunque l'esperienza e la storia dell'uomo sono contrarie alla soppressione della pena di morte[35].
- è un deterrente, attraverso il suo carattere di esemplarità;[36]
- costituisce giustizia retributiva verso chi si macchia volontariamente del crimine di omicidio[36]. Secondo la teoria retributiva sulla funzione della pena (in opposizione alla teoria preventiva) essa è un male che interviene come reazione morale e giuridica al male che è stato commesso con il reato, alla cui gravità è proporzionato, in modo da configurarsi come contrappeso morale e non come vendetta[37];
- elimina ogni eventualità di recidiva da parte del reo, evitando ulteriori costi e ulteriori rischi per la società;[36]
- garantisce un'assoluta certezza della pena e assicura un risarcimento morale ai parenti delle vittime di omicidio, eliminando la tentazione di vendette private, nonché scongiurando potenziali eccessi di legittima difesa e ulteriori reati a danno di terzi cittadini[37];
- evita allo Stato e alla comunità tutte le spese derivanti dal mantenimento improduttivo dei criminali condannati all'ergastolo[37]
- può contribuire ad alleviare i problemi legati al sovraffollamento e al malfunzionamento del sistema carcerario;
- può rivelare maggiori profili di equità rispetto al carcere, prescindendo dall'età biologica del condannato, laddove invece una lunga condanna assume un impatto differente in relazione all'età, e la stessa durata dell'ergastolo risulta subordinata all'aspettativa di vita del condannato[38].
- può rivelare una natura meno punitiva, meno umiliante, e più rispettosa della dignità individuale del condannato, in particolare nei casi in cui il condannato non si riconosca pentito, e/o non riconosca l'eticità assoluta delle leggi e delle norme morali, e/o privilegi egli stesso la pena di morte rispetto all'ergastolo, e/o non accetti l'idea secondo cui la pena avrebbe una funzione mirata al pentimento, alla rieducazione morale e al reinserimento sociale. Chi sostiene la maggiore dignità della pena di morte ricorda come ai carcerati non sia consentito di commettere suicidio eppure, nonostante ciò, siano ogni anno numerosi i casi di suicidio all'interno delle carceri[39]. Viene inoltre ricordato il caso emblematico del criminale americano Gary Gilmore, che nel 1977 fece scalpore: Gilmore lottò perché gli fosse applicata la condanna a morte schierandosi contro le associazioni abolizioniste favorevoli alla grazia, e diventando il primo condannato a morte da quando, nel 1976, la pena capitale fu ripristinata negli Stati Uniti[40].
- contestando l'idea filosofica che esistano principi etici universali che trascendono le leggi di natura, l'istituto della pena di morte tutela il diritto particolare di ogni società di dotarsi degli strumenti giuridici che, in un determinato contesto storico, sono ritenuti utili e necessari per la propria salvaguardia, in implicito accordo globale con il diritto naturale. Chi è favorevole alla pena di morte, o è contrario alla sua abolizione preconcetta, in genere non riconosce la sussistenza di principi etici trascendenti, meta-storici, universali o assoluti che non siano quelli immanenti nelle leggi di natura. Nella modernità, il filosofo tedesco Friedrich Nietzsche criticò fortemente l'idea, di origine cristiana, di un supposto universalismo delle leggi morali, fornendo ancora oggi argomenti filosofici a chi contesta il fondamento etico dei diritti umani, o considera arbitraria ogni forma di universalismo morale, o considera illegittima da parte dell'Occidente l'imposizione dei diritti umani alle società che non li applicano o non li riconoscono[14].

### Motivazioni contrarie

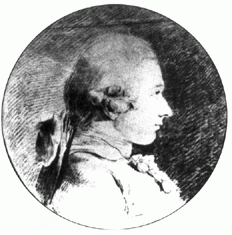
Donatien Alphonse François de Sade ritratto da Charles Amédée Philippe van Loo.

Diversi movimenti oggi si battono per l'abolizione della pena di morte, in nome dei diritti umani. Il 18 dicembre 2007 l'ONU, con 104 voti favorevoli, 54 contrari e 29 astenuti, ha approvato la Moratoria universale della pena di morte, promossa dall'Italia a partire dal 1994.
Tra le motivazioni contrarie alle pena di morte si cita che essa:
- viola il diritto alla vita riconosciuto dalla Dichiarazione universale dei diritti umani e altri trattati internazionali (quali la Convenzione europea sui diritti dell'uomo). Anche l'Assemblea generale delle Nazioni Unite nel 2007 e nel 2008 ha adottato una risoluzione non vincolante che chiede, fra l'altro, una moratoria sulle esecuzioni, in vista della completa abolizione della pena di morte.
- è una punizione crudele e disumana. La sofferenza fisica causata dall'azione di uccidere un essere umano non può essere quantificata, né può esserlo la sofferenza mentale causata dalla previsione della morte che verrà. Secondo la Dichiarazione universale dei diritti umani: "Nessun individuo potrà essere sottoposto a tortura o a trattamenti o punizioni crudeli, inumane o degradanti".
- non è dissuasivo. Omicidi vengono commessi in momenti in cui la valutazione razionale dell'assassino è spesso modificata da fattori esterni, come sostanze psicotrope, pertanto la previsione della pena di morte non ne modificherebbe le scelte. Inoltre, una vera deterrenza consiste nell'aumentare le probabilità che chi commette un reato sia arrestato e condannato, altrimenti un calcolo permetterebbe comunque di decidere razionalmente di commettere un reato grave con premeditazione, pensando di non essere preso o valutando maggiormente la ricompensa rispetto alla pena eventuale.
- è un omicidio premeditato da parte di uno Stato, che non potrà essere punito come prevede la legge dello Stato stesso. La pena di morte è sintomo di una cultura di violenza, e lo Stato che la esegue dimostra la stessa prontezza nell'uso della violenza fisica. Secondo alcuni studi[senza fonte], il tasso di omicidi è maggiore negli Stati dove è presente la pena di morte, ed aumenta rapidamente dopo ogni esecuzione. Come sostiene Cesare Beccaria «La pena di morte, rendendo meno sacro e intoccabile il valore della vita, incoraggerebbe, più che inibire, gli istinti omicidi». Già secondo il controverso filosofo francese Marchese De Sade, il diritto dello Stato di uccidere un reo sarebbe ipocrita quando lo Stato stesso punisce con la pena di morte l'omicidio da parte di cittadini. Lo Stato perde quindi la sua autorità morale nel giudicare gli assassini, se egli stesso si comporta ugualmente.
- è sinonimo di discriminazione e repressione. La pena di morte è eseguita sproporzionatamente contro le persone e classi più svantaggiate, che non hanno accesso alle risorse necessarie per affrontare in maniera efficace un processo. Inoltre, essa è spesso utilizzata contro minorenni (al tempo dei fatti), persone soggette a disturbi mentali, o oppositori politici nel caso di regimi autoritari.
- può uccidere un innocente in caso di errore giudiziario. Una difesa legale inadeguata, le false testimonianze e le irregolarità commesse da polizia e accusa sono tra i principali fattori che determinano la condanna a morte di un innocente. In numerosi Stati non sono previste procedure di equo processo che dia garanzie all'imputato. Secondo il filosofo illuminista Voltaire, l'omicidio di un innocente, compiuto per legge, è il crimine "più orribile di tutti".[42]
- nega qualsiasi possibilità di riabilitazione del condannato. In ciò, la pena di morte respinge l'umanità della persona che ha commesso un crimine. Bisogna piuttosto dare al reo la possibilità di redimersi e di rendersi utile alla comunità cui ha arrecato danno. Al fine di evitare casi di recidiva, vanno eventualmente riviste le procedure per la libertà condizionata ed avviato un serio monitoraggio psicologico durante la detenzione.
- contro i sostenitori dell'origine genetica della propensione a delinquere, si ribatte affermando che il DNA non spiega del tutto i comportamenti aggressivi e violenti, che spesso sono frutto del condizionamento e dell'apprendimento[43]
- non rispetta i valori di tutta l'umanità. Diverse tradizioni, religioni e culture hanno dato vita agli standard internazionali di diritti umani, oggi riconosciuti da tutti gli Stati membri delle Nazioni Unite come standard verso i quali tendere. In ogni zona del mondo e attraversando ogni confine religioso e culturale esistono Paesi che hanno abolito la pena di morte per legge o nella pratica. Esistono pene alternative più che pesanti per punire chi ha commesso un grave reato.
- è inutilmente costosa. Secondo uno studio dello Urban Institute su 1.227 omicidi commessi nel Maryland dal 1978 al 1999, una condanna alla pena di morte costa allo Stato circa tre volte una condanna detentiva, in termini di processi, ricorsi, e sorveglianza in carcere[44]

## Modalità di esecuzione storiche

Il 3 maggio 1808 di Francisco Goya

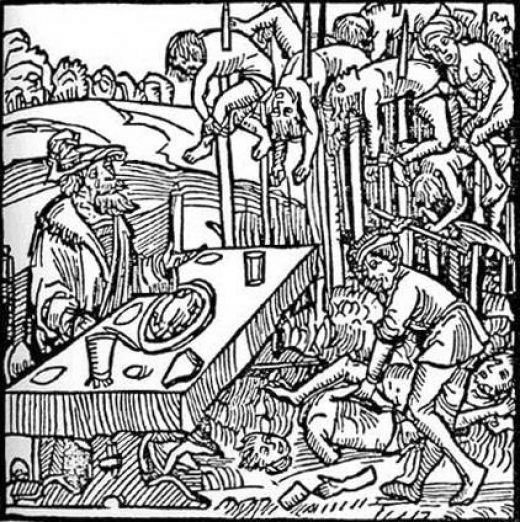
Stampa dell'epoca. L'uomo al banchetto è Vlad III di Valacchia, solito nel punire le vittime con l'impalamento.

Storicamente sono apparsi molti modi per applicare la pena di morte secondo le varie epoche e culture:
- Annegamento: è stato usato a volte nell'Antico Egitto: il condannato viene chiuso dentro un sacco e buttato nel Nilo.
- Bastonatura e fustigazione a morte: sono state usate a volte presso alcuni popoli antichi, per esempio i Veienti (Tito Livio, Ab Urbe condita libri, V, 6, 14).
- Bollitura: praticata nell'antico oriente e nell'Inghilterra rinascimentale.
- Caduta dall'alto: il condannato viene lanciato da una grande altezza, per esempio da una rupe.
- Camera a gas: utilizzo di acido cianidrico, introdotto poi nel secondo dopoguerra nel diritto penale dello Stato della California poi abolito.
- Colpo di pistola alla nuca: usato ancora oggi in Cina.
- Crocifissione: usata nell'antico medio oriente, nella Repubblica e Impero romano, fino al XX secolo per esempio in Giappone, nel Periodo Meiji.
- Damnatio ad bestias: pena di morte riservata nell'antica Roma ai criminali, condannati a essere mangiati vivi dalle bestie feroci nelle arene.
- Decapitazione: molto diffusa nel mondo antico e medievale, sostituita alla fine del XVIII secolo dalla ghigliottina in Francia. Usata tutt'oggi in Arabia Saudita con l'utilizzo di una spada.
- Fucilazione (in Italia è stata la forma più comune).
- Garrota: usata in Spagna dal medioevo fino alla fine della dittatura di Francisco Franco.
- Ghigliottina: introdotta in Francia a partire dalla rivoluzione francese e adottata poi in molti Paesi europei, dallo Stato della Chiesa alla Svezia.
- Impalamento: molto usato nel Medioriente medievale. Si pensa che il famoso voivoda romeno del XV secolo Vlad Țepeș, ispiratore del mito di Dracula, ne avesse appreso il metodo dai Turchi invasori.
- Impiccagione: comune nel Medioevo ma ancora oggi utilizzata.
- Iniezione letale: usata ancora oggi negli Stati Uniti.
- Lapidazione: usata ampiamente nell'antichità, è ancora presente in alcuni Stati islamici prevalentemente ai danni di donne adultere.
- Rogo: consiste nel legare il condannato a un palo sopra una catasta di legna per poi appiccare il fuoco. Applicato in Europa dal Medioevo e nelle Americhe fino al XVII secolo.
- Schiacciamento: è eseguito in diversi modi; ai tempi di Marco Polo il popolo mongolo è solito eseguire la condanna a morte delle persone rispettabili coprendole con un telo e schiacciandole con i cavalli.
- Sedia elettrica: inventata a fine Ottocento da Harold P. Brown e Arthur Kennelly, brevettata da Alphonse David Rockwel, applicata in molti Stati statunitensi fino agli anni settanta, sostituita poi con iniezione letale.
- Squartamento: citato nel poema medievale della Chanson de Roland, utilizzato nei Paesi arabi nell'età moderna. Vi sono testimonianze filmate di squartamenti di prigionieri durante la guerra Iran-Iraq negli anni ottanta, utilizzando automezzi invece che cavalli.
- Supplizio della ruota: diffuso nel medioevo, consisteva nel legare per i polsi e le caviglie il condannato ad una ruota e con una mazza gli venivano rotte le ossa fino alla morte.
- Supplizio dell'elefante: diffusa nel sud e sudest asiatico, particolarmente in India, durante quasi 4.000 anni.
- Trafittura con frecce: usata in alcuni casi dagli antichi romani (Martirio di san Sebastiano).

## Nel mondo
Abolita per tutti i crimini: 110
     Riservata a circostanze eccezionali (come crimini commessi in tempo di guerra): 9
     Disapplicata da tempo o presenza di una moratoria: 24
     Utilizzata in via ordinaria: 52

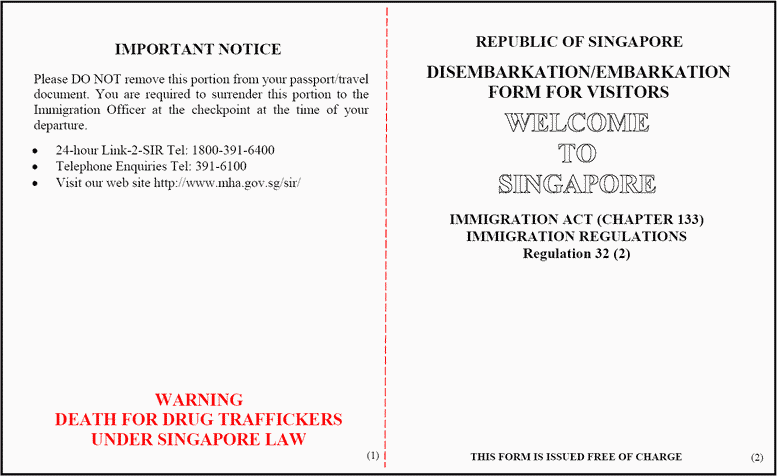
La carta di imbarco di Singapore contiene un avvertimento ai visitatori sulla pena di morte per traffico di droga.

La pena di morte nel mondo:
Abolita per tutti i crimini: 110
Riservata a circostanze eccezionali (come crimini commessi in tempo di guerra): 9
Disapplicata da tempo o presenza di una moratoria: 24
Utilizzata in via ordinaria: 52

Al 31 dicembre 2024 cinquantadue Stati continuano ad applicare la pena di morte nei loro ordinamenti, mentre 143 non l'applicano, di diritto o in pratica. Tra questi ultimi, 110 l'hanno abolita per tutti i reati, 9 l'hanno abolita per reati comuni (mantenendone la previsione solo per reati particolari, come quelli commessi in tempo di guerra) e 24, pur mantenendo la norma giuridica, non l'applicano da oltre dieci anni (abolizionisti de facto).
Il 15 novembre 2007 la Terza commissione dell'Assemblea Generale delle Nazioni Unite ha approvato con 99 voti favorevoli, 52 contrari e 33 astenuti una risoluzione, fortemente sostenuta dall'Italia, che chiede la moratoria universale della pena di morte.
L'Assemblea Generale ha votato la risoluzione il 18 dicembre 2007 con 104 voti a favore, 54 contrari e 29 astenuti. La moratoria è stata approvata con cinque voti in più rispetto alla votazione della Terza commissione il 17 novembre 2007.

### Italia
In Italia, la pena di morte fu abolita per la prima volta in Toscana nel 1786 e successivamente durante il Regno d'Italia, nel 1889, nel codice penale opera del ministro liberale Giuseppe Zanardelli. L'Italia fu dunque tra le prime nazioni europee a espungere dal proprio diritto penale la sanzione della pena capitale. È corretto precisare che di esecuzioni capitali in Italia se ne eseguivano già molto poche anche prima di tale codice – dal 1866 al 1874 addirittura meno di 5 in media ogni anno – e che, dal 1878, veniva praticata una moratoria di fatto delle esecuzioni.
Fu reintrodotta dal regime fascista con il codice Rocco nel 1930, poi abolita nel 1944 e ripristinata l'anno seguente; con l'avvento della Repubblica (1946) è stata espressamente vietata dalla costituzione del 1948, tranne i casi previsti da leggi di guerra. Solo nel 1994 venne abolita completamente anche nel codice penale militare di guerra e sostituita dalla pena massima prevista dall'ordinamento, ovvero l'ergastolo. L'ultima esecuzione è avvenuta a Torino nel 1947; in essa vennero fucilati tre uomini colpevoli della strage di Villarbasse.
Nel 2007 è stata espunta dalla Costituzione anche con riferimento alle leggi militari di guerra per effetto della legge costituzionale 2 ottobre 2007, n. 1: (Modifica all'articolo 27 della Costituzione, concernente l'abolizione della pena di morte).

### Stati Uniti d'America

Mappa aggiornata a marzo 2019.
- Stati nei quali la pena di morte è applicata.
(Ohio): Stato in cui la pena di morte è in vigore ma applicata solo in casi eccezionali.
- Stati nei quali la pena di morte è in vigore ma non è applicata da almeno dieci anni.
- Stati nei quali la pena di morte è in vigore ma viene applicata una moratoria.
- Stati nei quali la condanna a morte non è prevista.

Gli Stati Uniti sono, assieme al Giappone, l'unico Paese industrializzato, completamente libero e democratico che applica ancora la pena di morte. La pena capitale è legale a livello federale per quarantadue reati (alto tradimento, tradimento, spionaggio che metta in pericolo la sicurezza nazionale, omicidio di agenti federali, omicidio compiuto in parchi nazionali, omicidi in ambito militare, gravi atti di terrorismo ecc.). Pertanto può essere inflitta in tutto il territorio degli Stati Uniti. È fortemente contrastata dai governi dei territori non incorporati, come Porto Rico.
Nei singoli Stati è in vigore per l'omicidio di primo grado (cioè l'omicidio premeditato), ma anche, in alcune giurisdizioni, come nel Texas, per traffico di droga, omicidio con particolare violenza, e altri reati. Non è in vigore nel Distretto di Columbia e nel territorio di Porto Rico. Ventitrè dei cinquanta Stati effettivi degli USA, compresi alcuni Stati considerati "conservatori", non prevedono la pena di morte nel loro statuto: Alaska, Colorado, Connecticut, Dakota del Nord, Delaware, Hawaii, Illinois, Iowa, Maine, Maryland, Massachusetts, Michigan, Minnesota, New Hampshire, New Jersey, New York, Nuovo Messico, Rhode Island, Vermont, Virginia, Virginia Occidentale, Washington e Wisconsin. Nel Kansas la pena di morte non è più applicata dal 1965; le sentenze possono essere emesse ma non eseguite: la maggioranza di esse sono state commutate in ergastolo o sospese. In Oregon è in vigore una moratoria dal 2011 e tutte le condanne sono sospese. Anche la California, la Carolina del Nord, il Kentucky, il Montana e la Pennsylvania sono in moratoria.
La Corte Suprema degli Stati Uniti ha dichiarato, a livello federale, che potrebbero essere considerate punizioni crudeli (e quindi, in teoria, assimilate a tortura e proibite dall'ottavo emendamento del Bill of Rights della Costituzione degli Stati Uniti) la sedia elettrica, l'impiccagione e la camera a gas (in alcuni Stati sono però ancora utilizzabili, per esempio in Florida il condannato può optare per la sedia elettrica), ma non le ha espressamente proibite, mentre non è stata considerata incostituzionale la pena di morte applicata con l'iniezione letale o la fucilazione, quest'ultima quasi mai applicata: solo nello Utah il condannato può scegliere la fucilazione (legge del 2004), se preferisce ciò (le ultime volte in cui avvenne un'esecuzione con il plotone in USA furono 1996 e 2010, sempre nello Utah). Sono ventidue Stati, più il distretto federale, a non contemplare, di legge (17) o di fatto (5), la pena di morte. In conclusione sono comunque ventotto gli Stati che, più o meno regolarmente, per quanto riguarda i reati di competenza statale, applicano ancora l'esecuzione capitale. Lo Stato più attivo nelle esecuzioni è da sempre il Texas: l'unica esecuzione commutata in ergastolo negli ultimi decenni è stata quella di Kenneth Foster, condannato a morte per concorso in omicidio di primo grado e rapina.

### Altri Paesi
- La pena di morte in Arabia Saudita, in ossequio a un'interpretazione rigida della Sharia, è prevista per vari reati, tra i quali: omicidio, stupro, rapina a mano armata, traffico di droga, stregoneria, adulterio, sodomia, rapina su autostrada, sabotaggio e apostasia (ovvero rinuncia della religione Islamica: fu il caso, per esempio, di Sadeq Mallallah). Sono previsti tre metodi di esecuzione, ovvero l'impiccagione, la lapidazione e la decapitazione.
- Pena di morte in Cina: il numero di esecuzioni annue è tuttora un segreto di Stato; le stime di Amnesty International portano la Cina in cima alla classifica per numero di condanne, seguita dall'Iran.
- Pena di morte in Pakistan: In Pakistan la pena di morte viene tutt'oggi applicata per reati o per l'uccisione di una o più persone che è classificato terrorismo e viene eseguita attraverso l'impiccagione.

## Nell'arte

### Letteratura

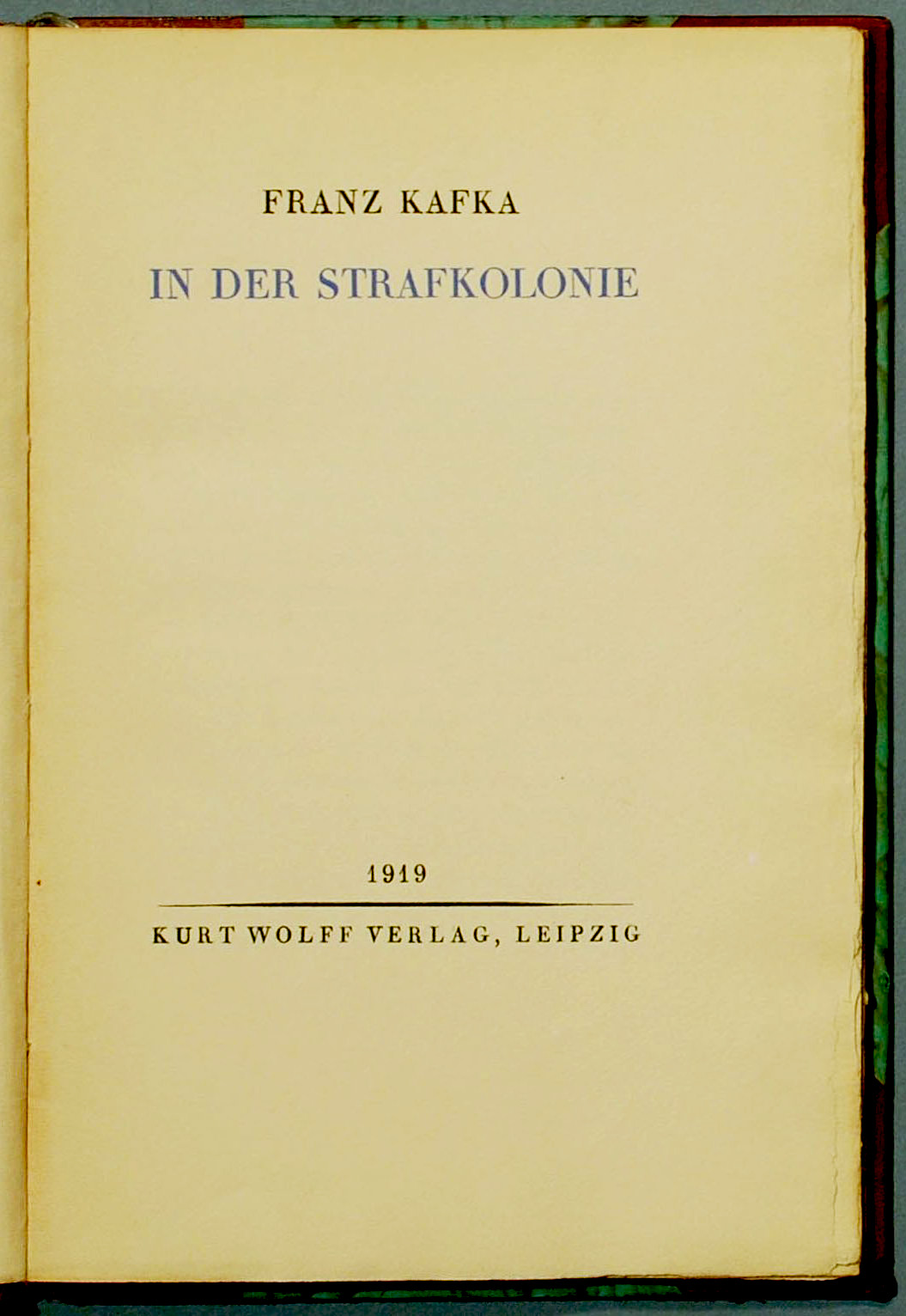
Il racconto Nella colonia penale di Franz Kafka.

Il poeta François Villon parla della pena di morte nella sua La ballata degli impiccati (1462). Villon, che attende di essere condannato all'impiccagione, che riuscirà ad evitare, invita alla pietà, in senso religioso e civile, verso sé stesso e i suoi compagni condannati. La redenzione è al centro della ballata. Villon riconosce di essersi preoccupato troppo del suo essere di carne a discapito della sua spiritualità. Questa constatazione è rafforzata dalla cruda e insopportabile descrizione dei corpi marcescenti (che fu probabilmente ispirata dal macabro spettacolo del «carnaio degli innocenti») che produce un forte contrasto con l'evocazione dei temi religiosi. Gli impiccati esortano in primo luogo i passanti a pregare per loro; poi, nel corso dell'appello, la preghiera si generalizza verso tutti gli esseri umani.
Franz Kafka descrive nel racconto Nella colonia penale (1919) i tentativi che un ufficiale fa per convincere un esploratore a difendere l'esemplare procedura di esecuzione in uso nella colonia. Il vecchio comandante aveva inventato e realizzato una macchina che causava la morte del reo incidendogli sulla schiena la regola o il comando da lui non rispettato fino a trapassarlo da parte a parte. Accortosi che tale procedura suscitava orrore sia all'esploratore sia al nuovo comandante della colonia, decide egli stesso di sottoporvisi. La macchina si guasterà e con l'ufficiale, ultimo suo sostenitore, moriranno l'antica procedura e il suo strumento.
Anche in Il processo (1925) si descrive la condanna a morte di una persona.
Una ricostruzione della pena di morte in Italia, sotto il profilo giuridico, la si può ritrovare nel testo di Italo Mereu, La morte come pena, pubblicato nel 1982.
Lo scrittore russo Fëdor Dostoevskij, condannato a morte ma in seguito graziato, nei primi capitoli de L'idiota fa pronunciare al protagonista del romanzo, il principe Myškin, una violenta requisitoria contro la pena di morte.
(L'idiota, Fëdor Michajlovič Dostoevskij)
Anche un altro scrittore, Lev Tolstoj, si pronuncia contro la pena di morte:
Mark Twain scrisse anche lui un resoconto di un'esecuzione, che lo farà diventare un abolizionista:
Ho visto tutto. Ho preso appunti precisi su ogni dettaglio - anche il modo garbato con cui aiutò a sistemare le cinghie che gli legavano le gambe e la calma con cui scostò le sue ciabatte - e spero di non dover assistere ad una simile scena mai più.»
(Cronaca di un'impiccagione)
J. R. R. Tolkien scrive:
- Se la merita! E come! Molti tra i vivi meritano la morte. E parecchi che sono morti avrebbero meritato la vita. Sei forse tu in grado di dargliela? E allora non essere troppo generoso nel distribuire la morte nei tuoi giudizi: sappi che nemmeno i più saggi possono vedere tutte le conseguenze.»
(Il Signore degli Anelli - La Compagnia dell'Anello, Libro I, Capitolo II di J. R. R. Tolkien)
Tolkien, cattolico, pensa che solo Dio possa togliere o dare la vita.
Un importante romanzo sul tema è Lo straniero (L'Étranger 1942), di Albert Camus, autore che nel 1957 pubblicò anche un saggio contro la pena capitale:
(Albert Camus, Riflessioni sulla pena di morte)
Jack London scrisse contro la pena capitale nei suoi romanzi, facendo pronunciare ad un suo personaggio, un uomo in attesa di esecuzione:
(Jack London, Il vagabondo delle stelle)
Victor Hugo dedicò molte opere al tema; definì la pena di morte, in un discorso parlamentare, come "segno eterno e caratteristico della barbarie";
così scrisse:
(Victor Hugo, Contro la pena di morte)
Oscar Wilde, imprigionato per omosessualità, conobbe in prigione un condannato a morte per l'omicidio della moglie e assistette alla sua esecuzione; alla vicenda ispirò un lungo componimento, La ballata del carcere di Reading, in cui Wilde prende una chiara posizione contro la pena capitale, opponendo la pietà cristiana e umana all'ipocrisia di carcerieri e uomini di chiesa: 
(Oscar Wilde, La ballata del carcere di Reading, parte IV)

Il poeta Giovanni Pascoli, il cui padre venne assassinato per motivi mai completamente chiariti, si pronunciò contro la pena di morte e contro l'ergastolo:

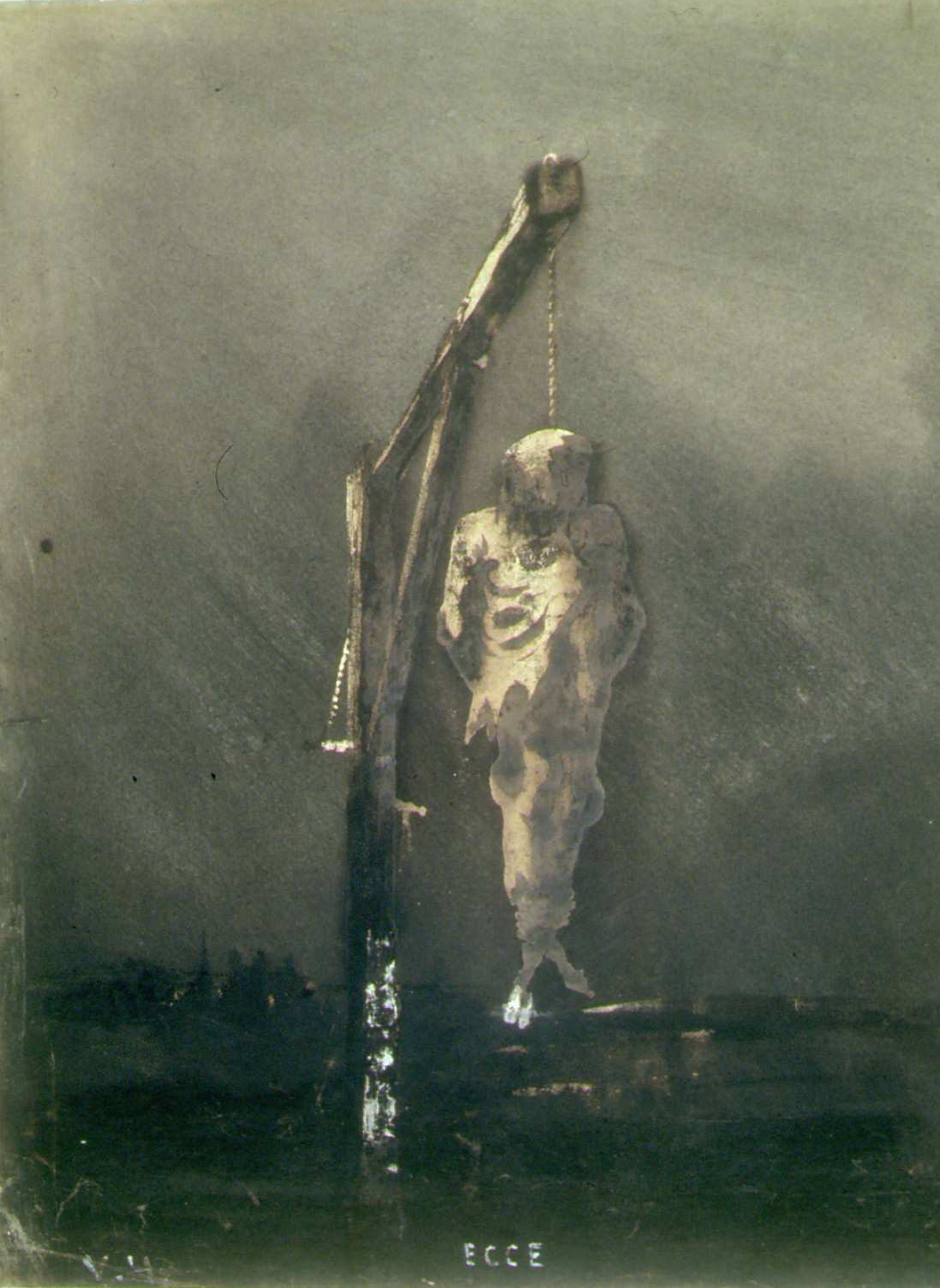
Victor Hugo, L'impiccato (1854), la cui seconda versione (1860), quasi identica, porta il nome di John Brown

### Opere che parlano della pena di morte
Opere Letterarie:
- La ballata degli impiccati di François Villon (1489)
- Dei delitti e delle pene di Cesare Beccaria (1764)
- La Bassvilliana di Vincenzo Monti (1793)
- Nell'anniversario del supplizio di Luigi XVI di Vincenzo Monti (1799)
- L'ultimo giorno di un condannato a morte di Victor Hugo (1829)
- Notre-Dame de Paris di Victor Hugo (1831)
- Er ricordo (1830), La ggiustizzia ar Popolo (1834) e Er dilettante de Ponte (1835) di Giuseppe Gioacchino Belli
- La confessione di Lev Tolstoj (1882)
- Mastro Titta, il boia di Roma. Memorie di un carnefice scritte da lui stesso di Ernesto Mezzabotta (1891)
- La cavaliera della morte di Léon Bloy (1896)
- La ballata del carcere di Reading di Oscar Wilde (1898)
- Nella colonia penale di Franz Kafka (1919)
- Il processo di Franz Kafka (1925)
- Lo straniero di Albert Camus (1942)
- Il miracolo segreto di Jorge Luis Borges, da Finzioni (1944)
- A porte chiuse di Jean-Paul Sartre (1944)
- Morti senza tomba di Jean-Paul Sartre (1946)
- Lettere di condannati a morte della Resistenza italiana (8 settembre 1943 - 25 aprile 1945), a cura di Piero Malvezzi e Giovanni Pirelli (1952)
- La legge mi vuole morto di Caryl Chessman (1955)
- Sorvegliare e punire di Michel Foucault (1975)
- Lavoro di morte di James Mc Lendon (1978)
- La morte come pena di Italo Mereu (1982)
- Porte aperte di Leonardo Sciascia (1987)
- Berserk di Kentaro Miura (1989) tra il volume 14 e il volume 21
- L'appello di John Grisham (1994)
- Scritti dal braccio della morte di Mumia Abu-Jamal (1996)
- Prima di mezzanotte di Andrew Klavan (1996)
- Il miglio verde di Stephen King (1996)
- La penna di Donney - Miracolo d'amore di Ruggero Pegna (2005)
- Poeti da morire - scritti dal braccio della morte e contro la pena capitale di AA. VV., a cura di Marco Cinque
- Ritorno a Ford County di John Grisham (2010)
- Io confesso di John Grisham (2012)
- C'è un re pazzo in Danimarca di Dario Fo (2015)

Opere Cinematografiche:
- 1931 - M - Il mostro di Düsseldorf
- 1938 - Gli angeli con la faccia sporca
- 1950 - Giustizia è fatta
- 1957 - Orizzonti di gloria
- 1958 - Non voglio morire
- 1962 - L'uomo di Alcatraz
- 1968 - Impiccalo più in alto
- 1968 - L'impiccagione
- 1971 - Sacco e Vanzetti
- 1973 - Due contro la città
- 1973 - Giordano Bruno
- 1978 - Il testimone
- 1979 - Houston Texas
- 1979 - Mr. Horn
- 1980 - Tom Horn
- 1988 - Decalogo 5
- 1988 - Il decimo uomo
- 1988 - La sottile linea blu, documentario diretto da Errol Morris
- 1988 - Breve film sull'uccidere, film diretto da Krzysztof Kieślowski
- 1995 - Dead Man Walking - Condannato a morte
- 1990-2010 - Law & Order - I due volti della giustizia
- 1996 - L'ultimo appello
- 1996 - Difesa ad oltranza
- 1999 - Visioni di morte (Last Rites)
- 1999 - Hurricane - Il grido dell'innocenza
- 1999 - A Lesson Before Dying
- 1999 - Il miglio verde
- 1999 - Fino a prova contraria
- 2000 - Dancer in the Dark
- 2001 - Monster's Ball
- 2002 - The Life of David Gale
- 2003 - Monster
- 2005 - Prison Break
- 2006 - Salvador - 26 anni contro
- 2008 - 12
- 2013 - Devil's Knot - Fino a prova contraria
- 2016 - Pastori e macellai

Opere Musicali:
- Pietro Gori (autore), numerosi interpreti - La ballata di Sante Caserio, (1895 circa)
- Anonimo, Inno individualista, (1901 circa)
- Juliette Gréco, Rue des Blancs-Manteaux (1950), testo di Jean-Paul Sartre
- Georges Brassens - Le gorille (1952) e la cover italiana Il gorilla di De André, La messe au pendus, Le verger de Roi Louis
- Bob Dylan - Ballad of Donald White (1962), Julius and Ethel (1983)
- Francesco Guccini - Auschwitz (canzone del bambino nel vento) (1964), Cristoforo Colombo (2004)
- Enzo Jannacci - Sei minuti all'alba (1965)
- Fabrizio De André - Il gorilla (1969), La ballata degli impiccati (1968), Recitativo/Corale (1968), Geordie (adatt. canzone popolare), Il testamento di Tito (1970), Tre madri (1970), Maria nella bottega del falegname (1970), Via della croce (1970) (le ultime quattro dal concept album La buona novella), Un giudice (1971)
- Joan Baez feat. Ennio Morricone - Here's to You (Ballad of Sacco and Vanzetti) (1971)
- Queen, Bohemian Rhapsody (1975)
- Francesco De Gregori - L'impiccato (1978), Condannato a morte (2001)
- Metallica - Ride the Lightning (1984)
- Iron Maiden - Hallowed Be Thy Name (1982)
- Litfiba - Louisiana (1988)
- Ivano Fossati - Lunario di Settembre (Il processo di Nogaredo)
- Bruce Springsteen - Nebraska (1982), Dead Man Walking (1993)
- Tom Waits - Fall of Troy
- Giorgio Gaber - La Chiesa si rinnova - versione n. 2 (1994)
- Megadeth - A Tout Le Monde (1994)
- Frankie hi-nrg mc - Giù le mani da Caino (1997)
- I Nomadi - Una storia da raccontare (1998)
- Daniele Silvestri - Aria (1999)
- Pippo Pollina - Lettera di un condannato a morte (1999)
- Rage Against the Machine - Voice of the voiceless (1999)
- Africa Unite - Sotto pressione (2000)
- Mary Gauthier - Karla Faye (2001)
- Enrico Ruggeri & Andrea Mirò - Nessuno tocchi Caino (2003)
- Elio e le Storie Tese - Budy Giampi (2003)
- Samuele Bersani - Lo scrutatore non votante (2006), Occhiali rotti (2006)
- Sonohra - Metà (2009)
- State Radio - State of Georgia (2009)
- Caparezza - Sono il tuo sogno eretico (2011)
- Wolves at the Gate - Dead Man (2012)
- Roberto Vecchioni - Il miracolo segreto (2013)